# Counterpart
Counterpart ist eine US-amerikanische Science-Fiction-Fernsehserie. Sie wird vom Sender Starz seit dem 10. Dezember 2017 ausgestrahlt. Von der Serie, deren Hauptdarsteller Oscar-Preisträger J. K. Simmons ist, wurden vom Sender von Beginn an zwei je 10 Folgen umfassende Staffeln bestellt. Am 11. Februar 2019 wurde bekannt, dass Starz die Serie nicht fortsetzen wird. Die Produktionsfirma Media Rights Capital bemühte sich jedoch um eine Fortsetzung bei einem anderen TV-Sender oder Streaminganbieter. Allerdings verkündete Justin Marks, der die Serie kreierte, am 3. April auf seinem Twitter-Account, dass es keine dritte Staffel der Serie geben wird.
In Deutschland und Österreich ist die Serie bei Starzplay zu sehen.

## Inhalt
Howard Silk arbeitet seit dreißig Jahren für eine bürokratische UN-Agentur in Berlin; Seine Freigabe ist jedoch zu niedrig, als dass man ihm sagen könnte, was seine Arbeit im Hintergrund wirklich beinhaltet. Tatsächlich überwacht die Behörde einen Übergang zu einer parallelen Erde, einer Kopie von Howards Welt, die 1987 von ostdeutschen Wissenschaftlern geschaffen wurde und seitdem divergiert. Silks „anderes“ Selbst, sein Gegenstück von der anderen Seite, ist unter anderem ein Feldagent, der regelmäßig Kreuzgänge vornimmt, um „andere“ aus der anderen Dimension abzuholen, die Schurken geworden sind. Streitigkeiten in der Agentur im Paralleluniversum gehen auf die „reale“ Seite über, was Silk und seine komatöse Frau in Gefahr bringt.

## Besetzung
Die Synchronisation der Serie wird bei der Antares Film unter der Dialogregie von Michael Ernst erstellt.
| Rolle                  | Schauspieler     | Synchronsprecher  |
| ---------------------- | ---------------- | ----------------- |
| Howard Silk            | J. K. Simmons    | Jan Spitzer       |
| Emily Silk             | Olivia Williams  | Almut Zydra       |
| Peter Quayle           | Harry Lloyd      | Marcel Collé      |
| Clare                  | Nazanin Boniadi  | Susanne Geier     |
| Nadia Fierro / Baldwin | Sara Serraiocco  | Patrizia Carlucci |
| Josef Aldrich          | Ulrich Thomsen   | Rainer Doering    |
| Ian Shaw               | Nicholas Pinnock | Felix Spieß       |
| Cyrus                  | Mido Hamada      | Florian Clyde     |
| Naya Temple            | Betty Gabriel    |                   |

| Rolle            | Schauspieler          | Synchronsprecher   |
| ---------------- | --------------------- | ------------------ |
| Bob Dwyer        | Kenneth Choi          | Florian Halm       |
| Claude Lambert   | Guy Burnet            | Dirk Stollberg     |
| Alexander Pope   | Stephen Rea           | Rainer Gerlach     |
| Andrei           | Bernhard Forcher      | Valentin Stilu     |
| Anna Burton-Silk | Sarah Bolger          | Esra Vural         |
| Heinrich         | Bjorn Johnson         | Nicolas König      |
| Ringleader       | Lotte Verbeek         |                    |
| Eric Burton      | Jamie Bamber          | Florian Hoffmann   |
| Marcel           | Karim Saleh           | Julien Haggège     |
| Roland Fancher   | Richard Schiff        | Erich Räuker       |
| Angel Eyes       | Nolan Gerard Funk     | Roman Wolko        |
| Greta            | Liv Lisa Fries        | Liv Lisa Fries     |
| Lydia Burton     | Jacqueline Bisset     | Katharina Lopinski |
| Lieber           | Stefan Kapičić        |                    |
| Ava Fancher      | Jacqueline Antaramian | Nina Herting       |
| Mira             | Christiane Paul       | Christiane Paul    |
| Friedrich        | Ingo Rademacher       |                    |
| Raash            | Marco Khan            | Samuel Zekarias    |
| Martin           | Dieter Hallervorden   |                    |
| Ethel            | Fanny Altenburger     |                    |

## Produktion
Die Dreharbeiten der Serie fanden zu Teilen in Los Angeles und überwiegend in Deutschland statt. Das auch koproduzierende Studio Babelsberg in der brandenburgischen Landeshauptstadt Potsdam organisierte Drehorte an Originalmotiven in Berlin, Potsdam und Umgebung, außerdem wurde in den Ateliers des Filmstudios selbst gedreht.
Für die Rolle des Aldrich wurde ursprünglich Michael Nyqvist gecastet, dieser verstarb aber vor Beginn der Dreharbeiten und wurde mit Ulrich Thomsen ersetzt.

## Kritiken
"Das Ganze spielt im gegenwärtigen Berlin, dem Lieblingsdrehort aktueller Hollywood-Produktionen", so die Rezensentin der Süddeutschen Zeitung nach Sichtung der ersten Staffel. "Die Stadt fungiert als Alibi für den geschichtlichen Kontext und das kafkaeske Setting: Eine namenlose Behörde, Männer in identischen grauen Anzügen, die nicht wissen, was sie tun und warum sie es tun. Davon abgesehen ist ein Großteil der Protagonisten, so auch Howard, englischsprachiger Herkunft, und Counterpart könnte genauso in London oder Washington spielen."
Das Lexikon des Internationalen Films bewertete die Serie nach der ersten Staffel mit vier von fünf möglichen Sternen und lobte sie für ihren „hochspannenden Spionage-Plot“.